# Kia Venga
Kia Venga je automobil južnokorejskog proizvođača Kia-e i proizvodi se od 2009. godine.

## Motori
- 1.4 L, 66 kW (90 KS)
- 1.6 L, 92 kW (125 KS)
- 1.4 L turbo dizel, 55 kW (75 KS)
- 1.4 L turbo dizel, 66 kW (90 KS)
- 1.6 L turbo dizel, 85 kW (115 KS)
- 1.6 L turbo dizel, 94 kW (128 KS)

## Ostali modeli
- Kia Carnival
- Kia Magentis